# Liste der Monuments historiques in Montfaucon-d’Argonne
Die Liste der Monuments historiques in Montfaucon-d’Argonne führt die Monuments historiques in der französischen Gemeinde Montfaucon-d’Argonne auf.

## Liste der Immobilien
| Bezeichnung               | Beschreibung | Standort                          | Kennzeichnung | Schutzstatus | Datum | Bild           |
| ------------------------- | --- | --------------------------------- | ------------- | ------------ | ----- | -------------- |
| Flächen in der Zone rouge | ehemaliger Ortskern, zwischen 1915 und 1918 zerstört, mit Ruine der Stiftskirche St-Germain, dem Meuse-Argonne American Memorial von 1937 und den Resten deutscher Befestigungen (ab 1915) | östlich des heutigen Ortes (Lage) | PA00106587    | Classé       | 1937  | weitere Bilder |

## Liste der Objekte
| Bezeichnung | Beschreibung                                                                                       | Standort                        | Kennzeichnung | Schutzstatus | Datum | Bild |
| ----------- | -------------------------------------------------------------------------------------------------- | ------------------------------- | ------------- | ------------ | ----- | ---- |
| Ziborium    | Silber, Kupfer, versilbert, um 1780; im Centre départemental d’art sacré in Saint-Mihiel deponiert | in der Kirche St-Laurent (Lage) | PM55002093    | Inscrit      | 1997  |      |